# Keith Barron
Keith Barron (* 8. August 1934 in Mexborough, South Yorkshire, England; † 15. November 2017) war ein britischer Schauspieler.

## Leben
Barron besuchte das Mexborough Technical College und stieg danach ins elterliche Großhandelsgeschäft ein. Daneben spielte er am Amateurtheater seiner Heimatstadt. Nach seinem Wehrdienst bei der Royal Air Force stieß er zum Ensemble des Sheffield Playhouse, wo er sein Debüt in einer kleinen Rolle in einer Produktion Henrik Ibsens Nora oder Ein Puppenheim hatte. Während seiner Zeit beim Sheffield Playhouse lernte er die Bühnenbildnerin Mary Pickard kennen, die er 1959 ehelichte.
Bekanntheit beim britischen Fernsehpublikum erlangte er ab 1962 durch seine Rolle als DS John Swift, zunächst in der Serie The Odd Man, danach im Spin-off It’s Dark Outside. 1967 spielte er die Titelrolle in der Sitcom The Further Adventures of Lucky Jim. Sein größter Erfolg war die Darstellung des David Pearce in der Sitcom Duty Free, die zwischen 1984 und 1986 zwar von den Kritikern als Kitsch verschrien war, trotzdem aber bis zu 17 Millionen Zuschauer anzog. Zudem war er in zahlreichen auch im deutschsprachigen Raum erfolgreichen Serien zu sehen, darunter Mit Schirm, Charme und Melone, Die Profis, Doctor Who und Law & Order: UK.  In der Krimireihe Inspector Banks war er zwischen 2012 und 2016 in der wiederkehrenden Rolle als Vater des titelgebenden Inspektors zu sehen.
Barron war hauptsächlich für das Fernsehen tätig und nur gelegentlich auf der großen Leinwand zu sehen. Zu seinen etwas über einem Dutzend Spielfilmen zählen unter anderem Jagd durchs Feuer, Caprona – Das vergessene Land, Der sechste Kontinent und Reise der Verdammten.

## Filmografie (Auswahl)

### Fernsehen
- 1961: Mit Schirm, Charme und Melone (The Avengers)
- 1969: Randall & Hopkirk – Detektei mit Geist (Randall & Hopkirk (Deceased))
- 1974: Das Haus am Eaton Place (Upstairs, Downstairs)
- 1977: Die Profis (The Professionals)
- 1982: Die unglaublichen Geschichten von Roald Dahl (Tales of the Unexpected)
- 1983: Doctor Who
- 1984: Der Aufpasser (Minder)
- 2004: Inspector Barnaby (Midsomer Murders, Fernsehreihe, Folge Brennen sollst du!)
- 2005: New Tricks – Die Krimispezialisten (New Tricks)
- 2006: Hustle – Unehrlich währt am längsten (Hustle)
- 2007: Coronation Street
- 2008: Heartbeat
- 2009: Law & Order: UK
- 2012–2016: Inspector Banks (DCI Banks, Fernsehreihe, 10 Folgen)

### Film
- 1970: Der Mann, der die Frauen beherrschte (The Man Who Had Power Over Women)
- 1971: Das Geheimnis meines Parfüms (She’ll Follow You Anywhere)
- 1971: Jagd durchs Feuer (The Firechasers)
- 1973: Das Dunkel der Nacht (Nothing But the Night)
- 1974: Caprona – Das vergessene Land (The Land That Time Forgot)
- 1976: Der sechste Kontinent (At the Earth's Core)
- 1976: Reise der Verdammten (Voyage of the Damned)